# شون إيفرز
شون إيفرز (بالإنجليزية: Sean Evers)‏ (10 أكتوبر 1977 في المملكة المتحدة - ) هو لاعب كرة قدم بريطاني في مركز الوسط. لعب مع سانت جونستون وستيفيناغ بوروه ونادي بليموث أرجايل ونادي ريدنغ ونادي لوتون تاون ونادي وكينغ.

## وصلات خارجية
- شون إيفرز على موقع قاعدة بيانات كرة القدم.إي يو (الإنجليزية)